# Jacques Duluc
Pour les articles homonymes, voir Duluc.
Pas d'image ? Cliquez ici

a Compétitions nationales et continentales officielles uniquement.

Jacques Duluc ou Dulucq, né le 22 juillet 1942 à Bayonne (Pyrénées-Atlantiques) et mort le 12 février 2022 à Pau, est un joueur de rugby à XV international français qui évolue aux postes de demi de mêlée et d'arrière du début des années 1960 jusqu'au milieu des années 1970.

## Carrière
Formé à l'Aviron bayonnais, Dulucq rejoint ensuite la Section paloise en Juniors avec Robert Bernos ou Marc Etcheverry.    
C'est avec le club béarnais qu'il devient champion de France en 1964, formant avec Jean Capdouze une charnière réputée,.
Dulucq était surnommé « La Lune », en raison de sa manière de suivre ses coups de pied, tête levée, comme s’il la cherchait du regard.
Jacques Dulucq avait également mené une carrière d’instituteur, exerçant notamment dans le quartier de l'Ousse des Bois. 
Après sa carrière de joueur, récompensée par ce bouclier de Brennus, il avait entrainé l’US Coarraze Nay pendant une dizaine d’années.

## Palmarès

### Avec la Section paloise
- Championnat de France de première division :
  - Champion (1) : 1964
- Challenge Yves du Manoir :
  - Finaliste (1) : 1964